# Hospice Saint-Julien de Caudebec-en-Caux
L'hospice Saint-Julien de Caudebec-en-Caux est un monument de Rives-en-Seine construit au XVIIe siècle-XVIIIe siècle. L'édifice est inscrit comme monument historique depuis 1996.

## Localisation
Le monument est situé Rue Winston Churchill à Caudebec-en-Caux.

## Histoire
L'hospice est fondé au début du XIIIe siècle en centre-ville.
L'institution est déplacée en 1685 hors de la ville, dans une propriété Bucaille. Le bâtiment est agrandi en 1725 et intègre une chapelle à la veille de la Révolution française.
L'édifice est désormais une maison de retraite.

## Protection
L'édifice est inscrit aux monuments historiques par un arrêté du 16 juillet 1996 : les façades et les toitures du bâtiment dit bâtiment Henri IV, du bâtiment de 1725, l'escalier et la pièce lambrissée à l'étage du bâtiment Henri IV, la chapelle font l'objet de la protection.

## Architecture
L'édifice est en briques et pierres avec une couverture en ardoise.